# Styrax incarnatus
Styrax incarnatus är en storaxväxtart som beskrevs av P.W. Fritsch. Styrax incarnatus ingår i släktet Styrax och familjen storaxväxter. Inga underarter finns listade i Catalogue of Life.